# Federico Edwards
Federico Edwards (Santa Fe, 1931. január 25. – 2016. november 13.) argentin labdarúgóhátvéd.
Az argentin válogatott tagjaként részt vett az 1958-as labdarúgó-világbajnokságon.